# Viridonia sagittirostris
Viridonia sagittirostris es una especie de ave de la familia Fringillidae. La especie se encuentra extinta.
Únicamente habitaba en la isla de Hawái, en el océano Pacífico. Su último avistamiento registrado fue en 1901.
La especie recién fue descubierta a fines del siglo XIX por Henry Palmer, que capturó ejemplares en las islas entre 1890 y 1893, y aparentemente era una especie desconocida por los nativos.
Esta ave vivía en una pequeña franja del bosque donde deambulaba entre enredaderas y árboles en busca de insectos que formaban su dieta. Se cree que también bebía néctar de los árboles o’hia. Se piensa que se extinguió cuando la única población existente murió cuando la tierra en la que habitaban fue despejada para plantar caña de azúcar. Luego que en 1901 se despejaron los terrenos alrededor de Hilo, nunca más se volvió a ver a la especie.
La especie de extinguió por pérdida de hábitat.